# Донское (Тамбовская область)
Донское — село в Тамбовском районе Тамбовской области России. 
Административный центр Донского сельсовета.

## География
Расположено на реке Цна, на северо-восточной границе города Тамбова, примыкая к Октябрьскому внутригородскому району.

## Население
| 1979 | 2002  | 2010  | 2021  |
| ---- | ----- | ----- | ----- |
| 5012 | ↘4435 | ↘4308 | ↗4676 |

### Национальный состав
Согласно результатам переписи 2002 года, в национальной структуре населения русские составляли 98 % от жителей.

## История
Донское — старинное поселение. Ему насчитывается более 370 лет. Возникновение села было связано с возведением оборонительной черты и строительством Тамбовской крепости в первой половине XVII века. В прошлом за селом было закреплено два названия: Пяшкильская слобода и Донская слобода. Первое название происходило от ручья Пяшкиль, который протекает через село и впадает в реку Цну. Название же Донская слобода пошло от первых поселенцев, — донских казаков, нёсших за жалование, льготы и поместье сторожевую службу за Татарским валом в Диком Поле.
В 70-х годах XVII века в слободе насчитывалось 92 двора (примерно 400 жителей), из них 72 двора — хопёрские казаки, 9 дворов — солдаты. Пригородное положение и наличие тракта Тамбов — Моршанск, проходившего через село, способствовало развитию извоза.

## Образование
Начало образованию в селе Донское положила церковно-приходская школа, появившаяся в 1876 году. После революции она стала начальной и существовала в таком статусе до 1931 года. В 1931 году стала семилеткой, а с 1960 года - восьмилеткой. В это время она располагалась в нескольких зданиях, находящихся недалеко друг от друга, что было очень неудобно для осуществления образовательного процесса. В 1967 году было построено и введено в эксплуатацию новое двухэтажное здание, в котором и сейчас располагается школа.

## Религия
По преданию значительную долю населения слободы составляли разбойники, и именно в эту слободу совершил свою первую миссионерскую поездку святитель Питирим Тамбовский. Как результат его проповеднической деятельности здесь построили храм в честь св. Иоанна Предтечи. Вплоть до революции 1917 года в храме хранился напрестольный крест, подаренный самим святителем. Еще одним свидетельством святительских трудов епископа Питирима был колодец с водой ископанный им собственноручно, но он был засыпан жителями в начале XX века.
В 80-х годах XVIII века обветшавший храм был перестроен, а в 1870 году начато строительство нового деревянного храма, освященного в 1871 года в честь Усекновения Главы св. Иоанна Предтечи.
В одноштатном приходе существовала церковно-приходская школа, церковное попечительство. В 1893 году открыто общество трезвости.
Решением особой комиссии президиума Верховного совета РСФСР от 27 июня 1939 года по Тамбовской области церковь в с. Донском была закрыта. Здание церкви снесено, а материал предполагалось использовать на строительство школы.
В сентябре 2002 года начато строительство нового храма. 25 ноября 2008 года Его Преосвященство, Преосвященнейший Феодосий, епископ Тамбовский и Мичуринский совершил великое освящение новосооруженного храма.

## Транспорт
В 5 км от села располагается аэропорт Донское.